# Szczecinki ciemieniowe

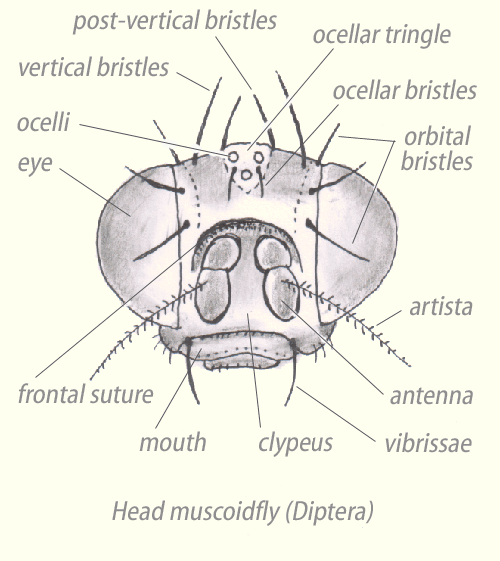
Głowa muchówki z grupy Muscomorpha, szczecinki zaciemieniowe podpisane jako vertical bristles

Szczecinki ciemieniowe – rodzaj szczecinek występujący na głowie muchówek.
Składają się na nie dwie pary szczecinek nazywane: zewnętrznymi i wewnętrznymi. Zewnętrzne odchylone są na zewnątrz linii środkowej głowy, a wewnętrzne skierowane są do wewnątrz, ku niej. Usytuowane są w tylnej części ciemienia, na granicy tylnej krawędzi oczu lub poza tą granicą. Są silnie rozwinięte i zwykle stanowią najdłuższe szczecinki czoła i ciemienia.